# Браян Де Пальма
Бра́ян де Па́льма (нар. 11 вересня 1940) — американський кінорежисер італоамериканського походження.
Понад 40 років працює в індустрії кіно.
Фільмографія де Пальми складається здебільшого з трилерів. Найвідоміші з них: «Керрі», «Обличчя зі шрамом», «Недоторканні», «Шлях Карліто» та «Місія нездійсненна».

## Фільмографія
| Рік  |     | Українська назва                                        | Оригінальна назва                                     | Роль                         |
| ---- | --- | ------------------------------------------------------- | ----------------------------------------------------- | ---------------------------- |
| 2019 | ф   | Доміно                                                  | Domino                                                | режисер                      |
| 2012 | ф   | Пристрасть                                              | Passion                                               | режисер, сценарист           |
| 2007 | ф   | Відредаговано                                           | Redacted                                              | режисер, сценарист           |
| 2006 | ф   | Чорна Орхідея                                           | The Black Dahlia                                      | режисер                      |
| 2002 | ф   | Фатальна жінка                                          | Femme Fatale                                          | режисер, сценарист           |
| 2000 | ф   | Місія на Марс                                           | Mission to Mars                                       | режисер                      |
| 1998 | ф   | Очі змії                                                | Snake Eyes                                            | режисер, сценарист, продюсер |
| 1996 | ф   | Місія нездійсненна                                      | Mission: Impossible                                   | режисер                      |
| 1993 | ф   | Шлях Карліто                                            | Carlito's Way                                         | режисер                      |
| 1992 | ф   | Виховання Каїна                                         | Raising Cain                                          | режисер, сценарист           |
| 1990 | ф   | Багаття марнославства                                   | The Bonfire of the Vanities                           | режисер, продюсер            |
| 1989 | ф   | Військові втрати                                        | Casualties of War                                     | режисер                      |
| 1987 | ф   | Недоторканні                                            | The Untouchables                                      | режисер                      |
| 1986 | ф   | Розумники                                               | Wise Guys                                             | режисер                      |
| 1984 | ф   | Підставне тіло                                          | Body Double                                           | режисер, сценарист, продюсер |
| 1983 | ф   | Обличчя зі шрамом                                       | Scarface                                              | режисер                      |
| 1981 | ф   | Прокол                                                  | Blow Out                                              | режисер, сценарист           |
| 1980 | ф   | Одягнений для вбивства                                  | Dressed to Kill                                       | режисер, сценарист           |
| 1980 | ф   | Домашні фільми                                          | Home Movies                                           | режисер, сценарист, продюсер |
| 1978 | ф   | Лють                                                    | The Fury                                              | режисер                      |
| 1976 | ф   | Керрі                                                   | Carrie                                                | режисер, продюсер            |
| 1976 | ф   | Одержимість                                             | Obsession                                             | режисер, сценарист           |
| 1974 | ф   | Привид раю                                              | Phantom of the Paradise                               | режисер, сценарист           |
| 1973 | ф   | Сестри                                                  | Sisters                                               | режисер, сценарист           |
| 1972 | ф   | Треба знати, де твій кролик                             | Get to Know Your Rabbit                               | режисер                      |
| 1970 | ф   | Привіт, мама!                                           | Hi, Mom!                                              | режисер, сценарист           |
| 1970 | ф   | Діоніс                                                  | Dionysus in '69                                       | режисер                      |
| 1969 | ф   | Весільна вечірка                                        | The Wedding Party                                     | режисер, сценарист, продюсер |
| 1968 | ф   | Вітання                                                 | Greetings                                             | режисер, сценарист           |
| 1968 | ф   | Вбивство а ля Мод                                       | Murder à la Mod                                       | режисер, сценарист           |
| 1966 | док | Чутливе око                                             | The Responsive Eye                                    | режисер                      |
| 1966 | кф  | Покажіть мені велике місто, і я покажу вам великий банк | Show Me a Strong Town and I'll Show You a Strong Bank | режисер                      |
| 1965 | кф  | Мостовий проміжок                                       | Bridge That Gap                                       | режисер                      |
| 1964 | кф  | Дженніфер                                               | Jennifer                                              | режисер                      |
| 1962 | кф  | Пробудження Вотона                                      | Woton's Wake                                          | режисер                      |
| 1961 | кф  | 660124: Історія карти IBM                               | 660124: The Story of an IBM Card                      | режисер                      |
| 1960 | кф  | Ікар                                                    | Icarus                                                | режисер                      |